# ایوب غدفا
ایوب غدفا (انگلیسی: Ayoub Ghadfa؛ زادهٔ ۶ دسامبر ۱۹۹۸) بوکسور اهل اسپانیا است.